# ストロー効果

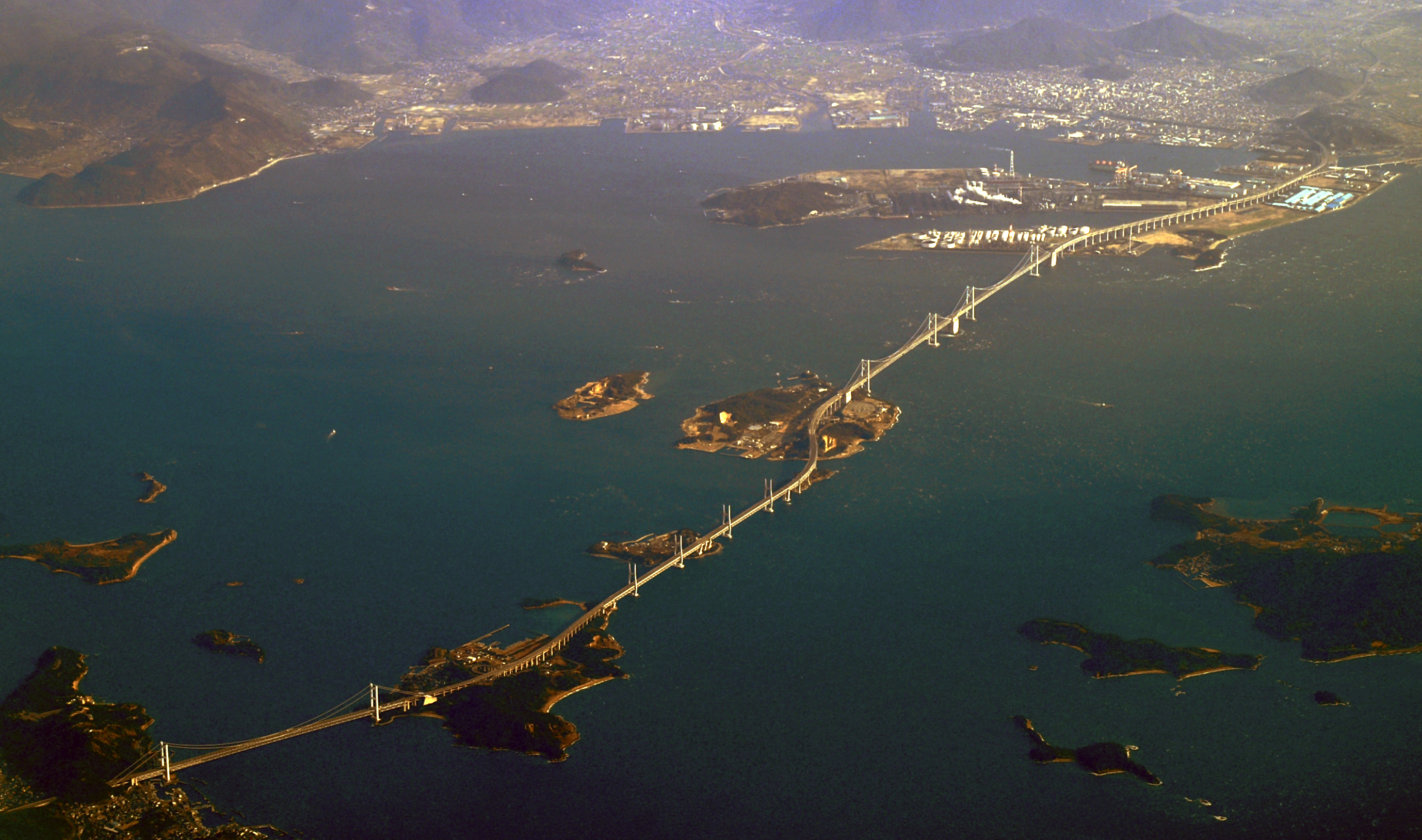
本州四国連絡橋（岡山と香川を結ぶ瀬戸大橋）

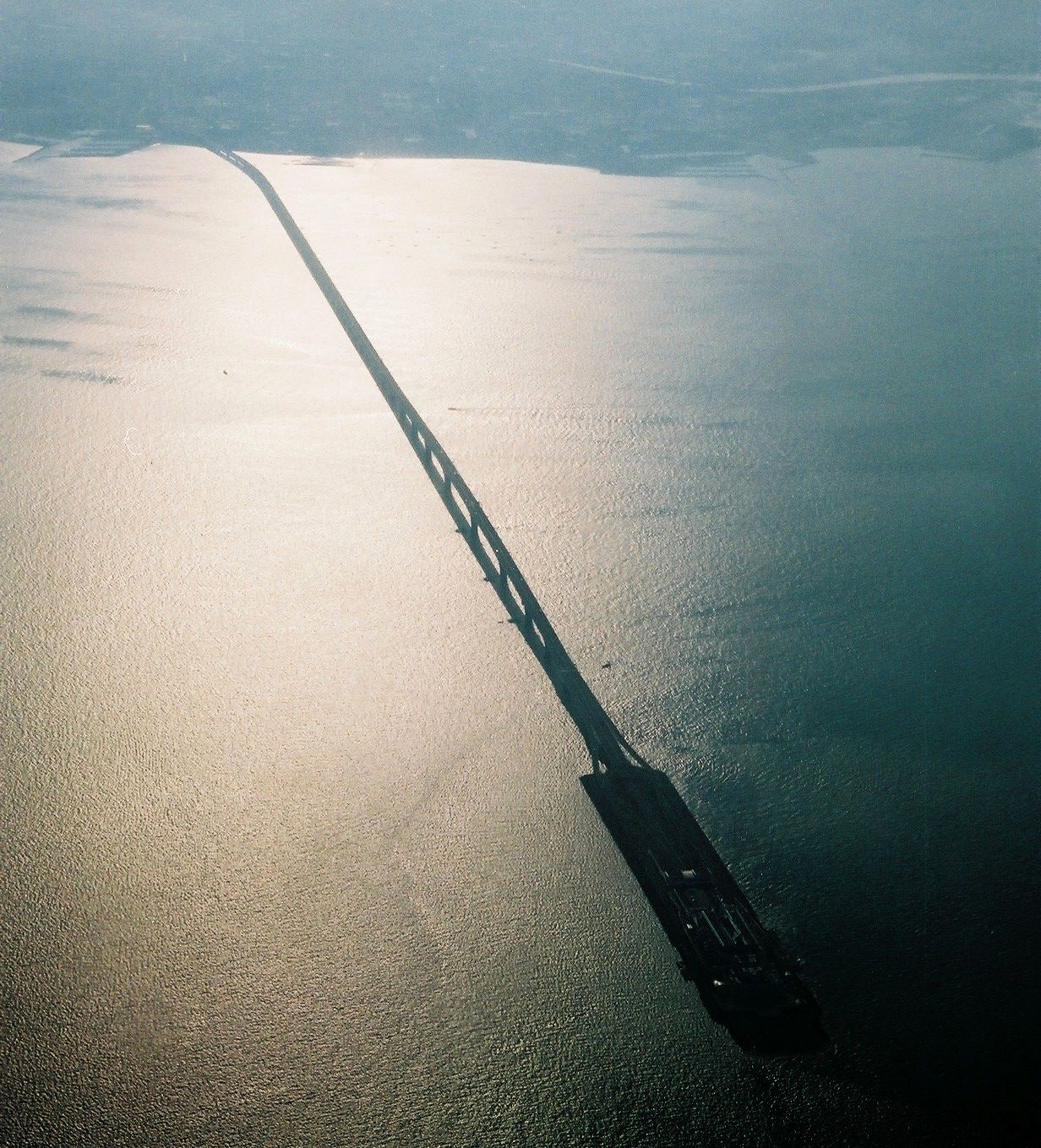
木更津と川崎を結ぶ東京湾アクアライン

ストロー効果（ストローこうか）あるいはストロー現象（ストローげんしょう）は、交通網の開通により都市が発展したり衰退したりすることを指す。

## 語源
この言葉は、瀬戸大橋開通前の備讃地域開発計画に参画した、当時の小野五郎四国通産局総務部長（現：埼玉大学名誉教授）が、「ライリーの小売引力の法則」の系として、「大橋のような幹線交通路が開かれると、大きい方の経済圏に小さい方の経済圏のメリットが飲み込まれてしまうから、予め四国島内の交通網整備による四県の結束と物流拠点の整備を図る必要がある」として、自身を本州側に、アイスコーヒーの入ったグラスを四国地方側に見立てて、ストローで吸ってみせ「このように美味い部分は吸い上げられ、残されたのは氷だけでは困るだろう」と警告を発したのが最初である。

## 概要
交通網が整備されると、交通基盤の「口」に当たる大都市に経済活動が集中し、「コップ」に当たる市町村・地域の経済活動が逆に衰える現象である。特に「ストロー」に当たる長く細い（1本の）通り道だけで大量の移動が起き、途中の中継地に移動に伴う経済効果がほとんどないのを特徴とする。
近代以降、マーケティングを考慮せずに大都市に通じる交通を整備しさえすれば、あるいは交通の隘路を解消しさえすれば、企業の支店や拠点、大学キャンパス、大規模商業施設などが進出してくる、観光客も訪れやすくなるので多くなる、と安易に考えた地方都市が積極的に誘致して、多数のインフラストラクチャーが開通した。都心の地価が高騰したバブル時代には、コップにあたる衰退した都市の地価が下がることで、住宅を購入して移住し新幹線通勤するケースも増え、コップにあたる小都市で住宅の建設が盛んになる現象もみられた。
しかし、実際に運用が始まると目論見とは全く逆に、このストロー効果で地元商店などが大きな地盤沈下を起こし、企業の支店や配送などの拠点も県庁所在地などの上位支店に統廃合され地元雇用の喪失を招き、学生や若者はより大都市に流出し、域内への流入はほとんど増えず、ビジネス客・観光客も日帰りに移行するようになったことから宿泊や食事（特に居酒屋）の売り上げ減少を招くことになり、客単価が低下する。これらのため、より大都市へと購買力などが集中し、田舎側の地方都市は衰退することが多い。
流通上のネックも解消されることで、地方都市へ郊外型ショッピングセンターやコンビニエンスストア、全国規模のスーパー・家電量販店など、ロードサイド店舗が進出できるようになる。これにより、ドーナツ化現象で消費者が減った駅前スーパーや地元商店街に、さらなる追い討ちを受けることも多い。
さらには京阪神の大都市圏すら東海道新幹線等により首都圏に吸われており、地盤沈下が問題となっている。
交通の利便性の悪さや所要時間の長さ、運賃の高さなどによる制約は、通勤・通学・買い物など日常行為には強く働くが、旅行・引越し・帰省などの非日常行為にとってはそれほどの重要性はない。このため、高速交通網などが整備され制約から開放されると、地元住民はより魅力的な商品や品揃えや娯楽を求め、より多く良い仕事を求め、より良い学校に通学するため域外に出る。結局は過疎化に拍車を掛け、経済効果も幻想であったと思い知ることが少なくない。また、地方都市間での綱引きが激化することもある（九州新幹線開通に伴う福岡市対北九州市・熊本市・鹿児島市など）。
田中角栄の日本列島改造論では交通網だけでなく地方へ向け工業を再配置することを計画していた。しかし狂乱物価で頓挫したのち、ライバルの福田赳夫による総需要抑制策で列島改造は凍結されたが、新幹線建設自体は継続された。そして工業が再配置されないまま、主要都市が東京と新幹線で結ばれた東日本は顕著なストロー効果を示し、大都市と地方の格差解消を目指した地方への交通網の整備が、東京一極集中をさらに進ませるという皮肉な結果になっている。
ストロー効果には、細かく見ていくと以下のようなものがある。
1. ある交通網の分岐点が発展して分岐先が衰退する。
2. ある交通網の起点・終点が発展して中継地点が衰退する。
3. ある交通網の中で規模の大きい都市が発展して小都市が衰退する。

## 都市圏間の例

### 北海道

#### 道北
- コップ：上川総合振興局・宗谷総合振興局、ストロー：道央自動車道、口：札幌市
  - 1990年に道央自動車道が旭川鷹栖インターチェンジまで暫定開通したことで、それまで旭川市やその周辺を拠点としていた卸企業などが札幌市等に拠点を持つ企業との競争に敗れたり、経営統合により本社機能を道央圏に移したりする例が多く見られるようになった。このため道北圏の経済規模自体が縮小に向かっているという指摘がある[4]。

### 東北地方

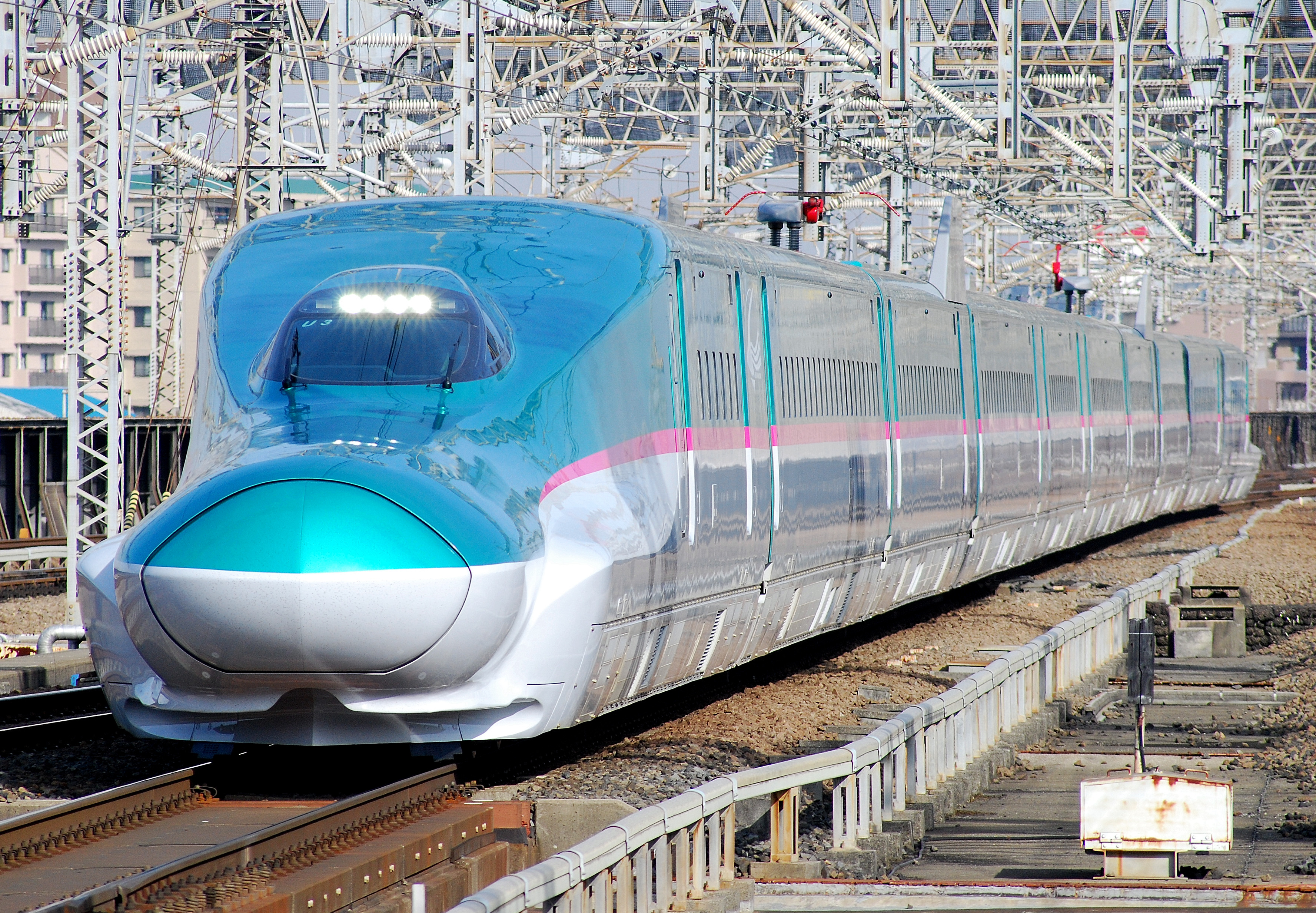
新幹線（東京と宮城や岩手、青森を結ぶ東北新幹線のはやぶさ）

- コップ：東北地方、ストロー：高速バス路線、新幹線など、口：仙台都市圏
  - 2001年2月の改正道路運送法施行による規制緩和により、東北地方各都市と仙台市を往復する高速バス路線や便数が激増して、JR（新幹線・在来線）と高速バスとの間で熾烈なシェア争いが起きている。この結果、仙台都市圏の商圏が拡大して、宮城県に隣接する岩手県南部、山形県東部、福島県北部にまで及ぶ経済圏が形成されている。特に、高速バス仙台 - 山形線の影響で、仙台都市圏と奥羽山脈を挟んで隣接する山形都市圏は衛星都市圏の様相を呈するに至っている。経済圏の外側と見なされる東北地方の各都市圏との間でも高速バス路線が発達し、東北各地から仙台に集まる傾向がある[5]。近年の東北地方各都市～仙台間では、高速道路や新幹線の開通直後にストロー現象が起きたという面もある[6] が、それにもまして、規制緩和を契機として安価な高速バスが発達し、対抗してJRが安価な仙台発着商品を開発したことがストロー現象を惹起している。すなわち、ストロー現象は運賃の価格競争（と仙台一極集中）によるものと言える。
  - 2020年1月27日、 山形県内陸地方唯一の百貨店だった山形市の大沼が破綻し山形県内陸地方は百貨店空白地となった。同年8月31日に福島市の中合は閉鎖され福島市から百貨店が消滅した。
- コップ：東北地方、ストロー：高速バス路線、新幹線など、口：東京
  - 東北地域の人々は東京志向が比較して高い傾向があり、東京への人口流入が戦後以降少なくなかった上に、東北新幹線の開業・延伸による東京へのストロー効果が発生している。また、2001年2月の改正道路運送法施行による規制緩和により、南東北各都市と東京とを往復する格安のツアーバス路線や便数が激増し、並行する高速バスやJR（新幹線）と熾烈なシェア争いが起きている。仙台～東京間は、新幹線が約1万円、高速バスが新幹線の約4割引である6,000円台という状態が長らく続いてきたが、ツアーバスが約7割引の3,000円程度で参入したため、高速バスは苦境に陥り、新幹線も約3割引の旅行商品などを発表するに至っている。近年の南東北～東京間ではこのような運賃の価格競争によってストロー現象が惹起されている。仙台都市圏でさえ、首都圏から見ればコップに当たるので、首都圏に対しては吸われる立場になっている。

### 関東地方

#### 内房
- コップ：木更津都市圏、ストロー：東京湾アクアライン、口：京浜[7]
  - 東京湾アクアライン（東京湾横断道路）の開通で、東京湾対岸の神奈川県川崎市と数十分で結ばれ、都内まで1時間30分程度を要していたものが大幅に短縮された。これにより、木更津が京浜のベッドタウンとなることが期待されたが、高額な通行料が毎日のマイカー通勤にはネックとなり、京浜のレジャー地区、特にゴルフ場投資が進む結果となった。他方で木更津から京浜への買い物客流出が促進され、同時期に木更津そごうの撤退が重なった事もあり、木更津駅前は一気に寂れてしまった[8]。ここでは、距離のわりに通行料が高いため、高速バス利用者によってストロー効果が発生しているというのが特徴である。
  - なお2010年頃から、木更津都市圏の斜陽化によって地価が下がったこと、2009年に東京湾アクアラインの通行料金が値下げされたことから、京浜地区に通勤する労働者が、木更津市や君津市内に住宅を購入して移住したり、デベロッパー企業や流通企業主導によるアウトレットモールやショッピングモールが進出するケースも増えている[9]。

### 中部地方

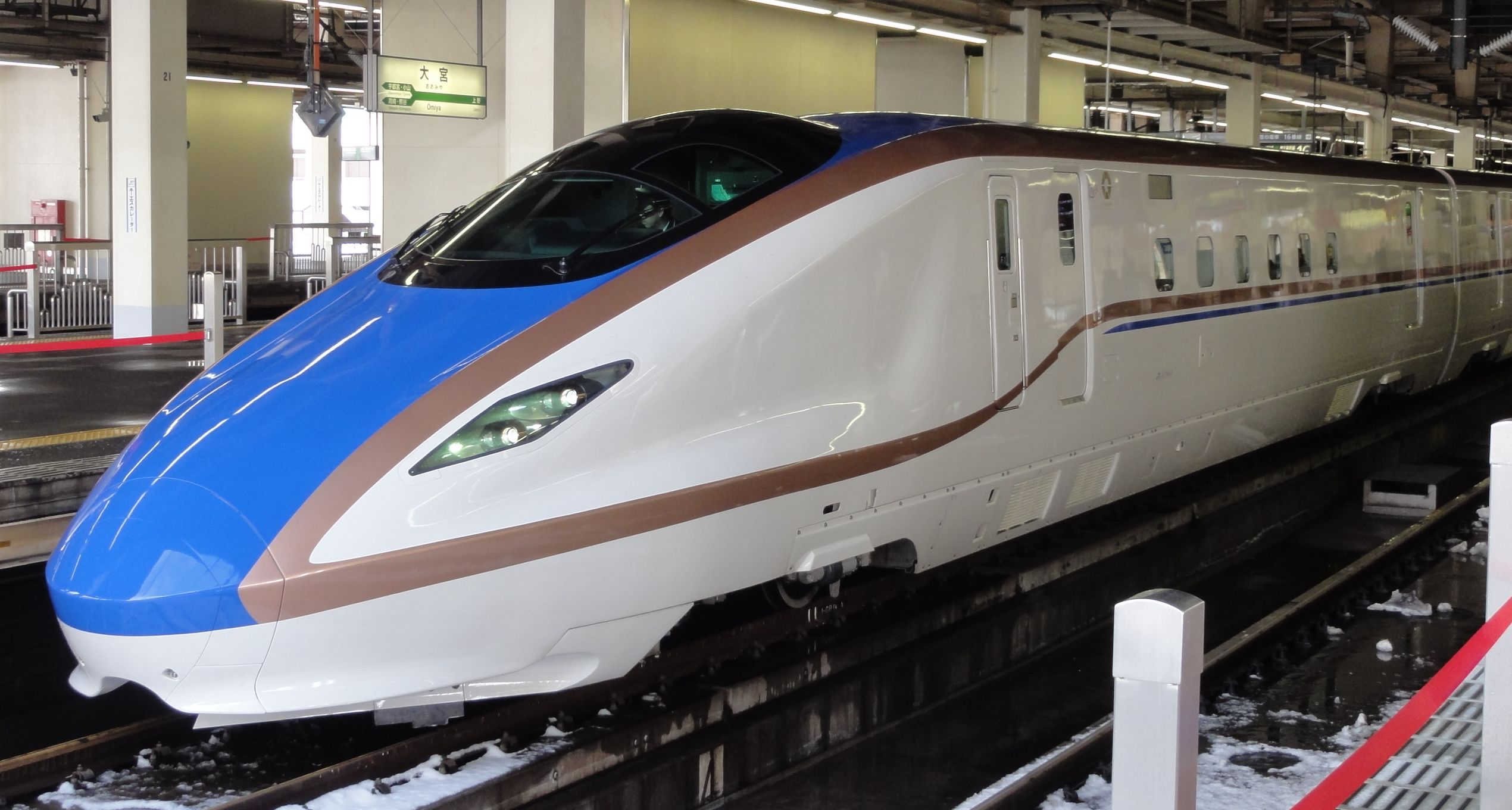
東京から長野を経由し富山・金沢を結ぶ北陸新幹線

#### 北陸3県
北陸3県（富山県・石川県・福井県）は従前から北陸本線・北陸自動車道等による京阪神との結びつきが強いが、近年は以下のようなストロー効果も生じている。
- コップ:富山県、石川県、福井県嶺北、ストロー：北陸新幹線、口：首都圏
  - 北陸新幹線の開業によって金沢駅 - 東京駅の所要時間が、最速列車で3時間47分から2時間28分へ短縮され、首都圏への購買客の流出が懸念されている[10]。それに対抗して、逆ストロー効果を狙おうという動きもある[11]。
- 国立社会保障・人口問題研究所の将来人口推計によると、2018年の推計と比較して2023年の推計では北陸全県の人口減少が加速した。一方同期間、全国の人口は上方修正されている。

#### 新潟県
- コップ：新潟都市圏・長岡都市圏、ストロー：上越新幹線・関越自動車道、口：東京
  - 明治時代には多くの農村人口を抱えていたことから新潟県は全国の都道府県で最も人口が多い時期があった[12]。戦後、関越自動車道や上越新幹線の開通によって東京へのアクセスが向上したものの、上越新幹線が開業した1982年の前後5年を比較すると開通後のほうが人口増加率・県内総生産ともに伸び率が鈍化した[13]。現在では東京へのアクセスの良さと若者の都会志向を背景に、進学・就職に伴う若者の東京への流出が深刻化し、人口減少が止まらないでいる。2019年には前年度と比べて新潟県の日本人減少数は全国で3番目の多さであった[14]。

#### 長野県
- コップ：長野都市圏など、ストロー：北陸新幹線・上信越自動車道、口：東京
  - 1997年以降、北陸新幹線の一部先行開通と上信越自動車道開通により、それまで交通の隘路であった碓氷峠を回避して関東地方と長野県の所要時間が著しく短縮されたが、主に北部・東部で長野の地方事務所を廃止する企業が相次ぐなど著しいストロー効果が見られている[15]。

#### 山梨県

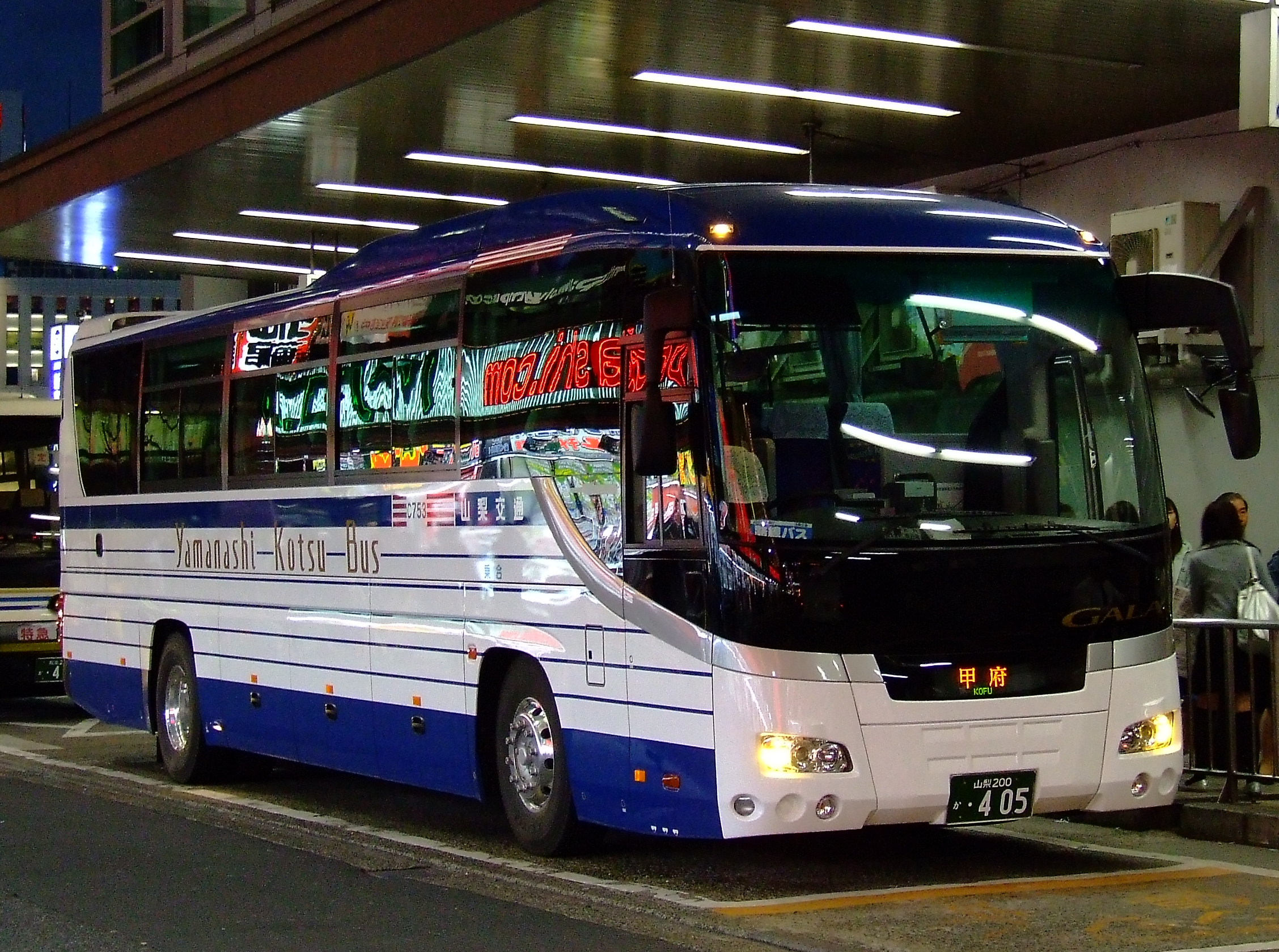
高速バス（東京と山梨を結ぶ中央高速バス甲府線）

- コップ：甲府都市圏、ストロー：中央本線・中央自動車道、口：東京
  - 甲府盆地一帯は、周辺を山地に囲まれ、東京方面への移動は笹子峠や小仏峠の難所を越えなければならなかった。そのため、独立した経済圏であり、影響は少なかった。しかし1970年頃から中央本線の高速化や中央自動車道の開通により、中央線特急（あずさ・かいじ）と中央高速バスとの競争が激化、本数増発や運賃・料金値下げを繰り返したため、容易に東京方面へ行けるようになったため、休日になると日帰りで東京方面へ買い物へ出かける者が増えた。
  - 一方で甲府都市圏の店舗は、ショッピングセンターを除き影響を大いに受け、多くの店舗が閉鎖・撤退し、特に車社会に対応出来なかった甲府駅周辺の商店街は壊滅的打撃を受けて、シャッター通り化した。近年はその影響が企業や工場にまで波及し、パナソニックや東京エレクトロン、パイオニアなどの工場撤退が相次いでいる。さらに中央新幹線の開通及び駅設置や[16][17]中部横断自動車道の静岡県との開通により[18]、これ以上の打撃を受けるという意見・指摘もある。
  - これらの対抗策として、甲府駅前にグランパークやココリと、自治体の補助金や助成金を利用した商業施設を建て、また甲府中央商店街など甲府市中心部の商店街に支援を行なっているが、グランパークは経営不振により閉店し、ココリも店舗撤退が相次ぎ苦戦している様子が報道されている。また、甲府市や甲府中央商店街の反対運動により、昭和町のイオンモール甲府昭和の床面積が抑制されていることから、地産地消することが出来ず、これが東京へのストロー化および東京近郊への移住を助長している。この影響は人口の減少に拍車をかけ、2000年の国勢調査では、89万人近くまでいた山梨県の人口は、2018年には82万人を切るまで急落している。

#### 静岡県
- コップ：伊豆地方・静岡都市圏・浜松都市圏、ストロー：東海道本線・東海道新幹線・東名高速道路、口：首都圏・中京圏
  - 若者の都会志向の高まりや安価な高速バスの普及に伴い、静岡県は進学・就職に伴う若者の県外流出が深刻である。流出先は求人の多い東京都、神奈川県、愛知県がほとんどを占める[19]。とりわけ伊豆地方を含む沼津都市圏は東京都や神奈川県との結び付きが強く、在来線あるいは新幹線によって東京方面に通勤する人が多い。そのほか、静岡県内に立地していた工場や事務所の移転・統廃合など引っ越しによる転出も深刻なほか、観光関連が主要産業を占める伊豆地方では交通アクセスの向上によって観光客の多くが日帰りになった（所謂、安・近・短）ことから温泉地にもかかわらず宿泊業の斜陽化が進んでおり人口減少が著しい。県庁所在地の静岡市においても東京都への若者の転出に歯止めがかからない状況であり、特に出産のできる若い女性はそれが顕著である[19]。また、首都圏からの近さがむしろ若者がUターンしない要因として挙げられている[20]。

### 近畿地方
- コップ：和歌山県（紀伊半島）、ストロー：阪和自動車道・五條新宮道路・JR阪和線・南海本線・南海高野線など、口：大阪都市圏
  - 紀伊半島の道路は、他地域に比べて未整備ながらも、阪和自動車道・五條新宮道路の整備以降は、それまで地元で行われていた消費者とその消費活動が大阪都市圏へ流出する現象が生じており、中核市の和歌山市でさえシャッター通りの問題を抱えるようになっている（和歌山市内の郊外型ショッピングセンターによる、同市内での求心力・購買変化もある）。また、和歌山市に立ち寄りする自動車、特に四国に向かうために通過する自動車も、1998年4月の明石海峡大橋開通で、四国入りする自動車がそれまでの和歌山県経由主体だったものが兵庫県経由主体に変わったこともストロー効果に拍車を掛けることとなった。鉄道に関してもJR阪和線・南海本線といった大規模輸送路線をはじめ、ある程度整備されており、マイカーを所有していない（あるいはできない）消費者とその消費活動もこれらの鉄道路線を利用して大阪都市圏に流出してしまう。将来の紀勢自動車道整備による三重県南部から中京圏への流出も懸念されている。

### 中国地方

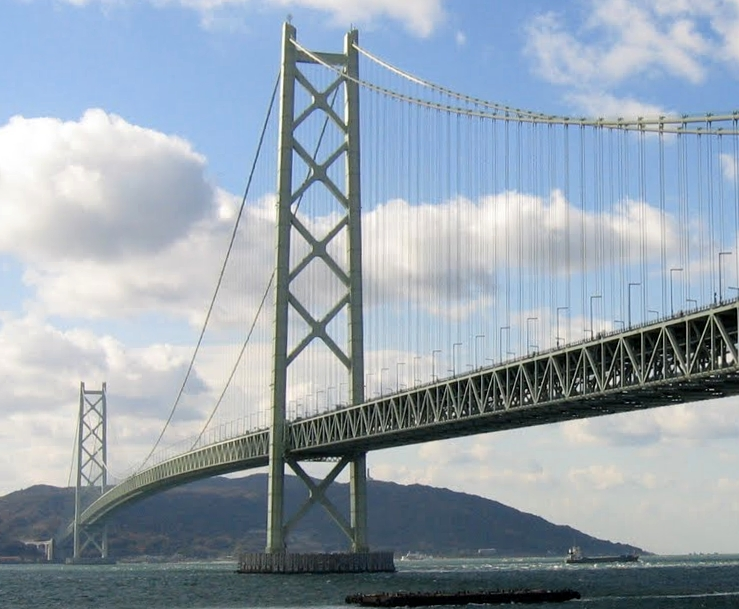
本州四国連絡橋（徳島と兵庫を結ぶ明石海峡大橋）

- コップ：鳥取都市圏、ストロー：智頭急行線・鳥取自動車道、口：京阪神
  - 1994年に智頭急行線が開業し、京阪神と鳥取を結ぶ特急列車「スーパーはくと」が運行を開始して所要時間が短縮されると、それまで地元で行なわれていた鳥取都市圏の消費者とその消費活動が京阪神へ流出するようになっていった。さらに2013年には鳥取自動車道が全通し中国自動車道と接続して高速道路でも京阪神 - 鳥取が直結するようになり、ストロー現象にさらに拍車がかかるようになった。それらは企業活動にも波及し、鳥取市に立地していた営業所や事務所などを閉鎖して京阪神の拠点に統合する動きも強くなり、鳥取県から京阪神への人口流出がさらに進む結果になった。
- コップ：米子都市圏・松江都市圏、ストロー：伯備線・米子自動車道・岡山自動車道、口：岡山都市圏
  - 中国地方の陰陽連絡路線は中国山地を超えなければならず、優等列車が走っていたものの立地条件の問題などから路線の高速化が困難だったことから、山陰地方は長年に渡って独自の経済圏を維持し続けていた。1982年に伯備線の高速化によって岡山 - 米子間の所要時間が短縮されると、それまで地元で行なわれていた消費者とその消費活動が岡山都市圏へ流出するようになっていった。
- コップ：鳥取県西部（米子都市圏）・島根県、ストロー：浜田自動車道・松江自動車道、口：広島都市圏
  - 1991年に浜田自動車道が全通すると主に島根県西部から広島都市圏へ消費活動が流出するようになった。松江自動車道が全通してからは鳥取県西部 - 島根県東部からの流出も大きくなった。近年はこの影響が企業活動にも波及するようになり、山陰地方に立地していた工場や事務所が移転・統合などによって閉鎖されるようになった。

### 四国地方
- コップ：高松都市圏、ストロー：瀬戸中央自動車道・瀬戸大橋線、口：岡山都市圏
  - 1988年4月10日に瀬戸大橋が開通した時、四国側が岡山側に吸い上げられるストロー効果が発生すると予想された。四国側ではその対策の必要性が盛んに強調された（→東瀬戸経済圏）[21]。この経路には快速「マリンライナー」などが走る。
- コップ：高松都市圏・徳島都市圏・淡路島、ストロー：高松自動車道・神戸淡路鳴門自動車道、口：京阪神
  - 1998年4月5日に明石海峡大橋（神戸鳴門ルート）が開通してからは、徳島都市圏や淡路島では、それまで地元で行われていた消費者とその消費活動が京阪神へ流出した。また、これまで徳島・淡路島 - 阪神間のアクセスとして使われていた船に代わって1998年以降の高速バス躍進の影響も大きい。
  - この結果、徳島県唯一の百貨店だったそごう徳島店が令和2年8月末で閉店したため、同県は全国で2番目の「デパートなし県」になった。
  - また、神戸鳴門ルートと香川県が高速道路で直結したことに伴って、当初は全く予想もされていなかった香川県内の消費者までもが京阪神へ流出するというストロー効果も発生している[21]。この経路を走る高速バスの大阪 - 高松・丸亀線・高松エクスプレスは、急速に利用者を増加させている。

### 九州地方

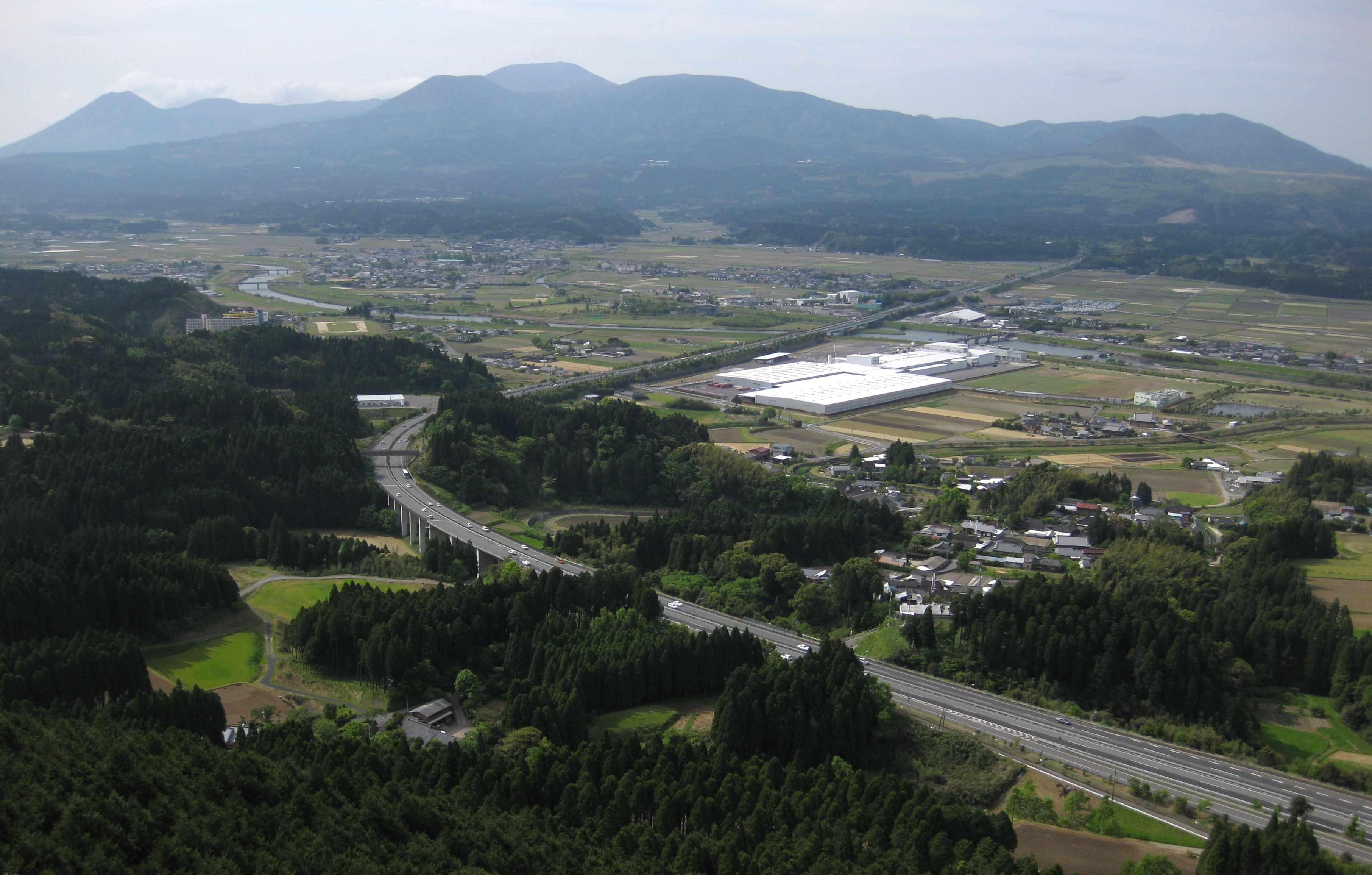
高速道路（福岡と熊本、鹿児島を結ぶ九州自動車道）

- コップ:九州、ストロー：JR九州・高速バス・航空機・九州自動車道、口：福岡都市圏
  - 九州地方全体を見ても高速バス路線網が張り巡らされており、特にJR九州の新幹線や特急と競合関係にある九州各地（特に佐賀・長崎・熊本・大分）と福岡都市圏を結ぶ高速バスは便数が多く、大量の客を福岡都市圏に呼び込んでいるほか、隣接する福岡空港も東京便の大幅な増発で九州地方の空の玄関にまで成長している。このように、九州地方において福岡一極集中の様相を呈している（この様相は上述の北海道の札幌一極集中・東北地方の仙台一極集中と酷似している）ことに九州内の各都市は危機感を募らせており、本格的にストロー効果の対策を取らざるを得ない状況にある。さらに2011年3月に全線開通した九州新幹線により、福岡都市圏へのストロー効果の影響が更に強くなった。これにより、北部九州各地に加え、今まで比較的ストロー効果の影響を受けていなかった鹿児島県も影響を受けはじめた（鹿児島中央駅より毎時2本の新幹線が発着している）。さらに、2022年に完成した九州新幹線 (西九州ルート)に関しても、地元住民からは経済効果を期待する声が聞かれる一方で、ストロー効果を懸念する声もある[22]。
  - ただし、九州新幹線全線開業約半年後の調査[23] では、熊本市や鹿児島市からJR博多シティを訪れたり買い物をした人は開業前に予想されていたほどは多くなく、特に熊本市については地元商業施設への影響も軽微であり新幹線開業による購買流出など懸念されていたストロー現象はほとんど見られないとの分析結果を出している。博多シティ開業の影響があったと答えた割合が一番高かったのは新幹線沿線ではない大分市で、商店街で15.6%・百貨店で20.8%。熊本市は5.7%であり、特に百貨店においては調査した九州内7市の中で最少であった。

## 大都市圏・経済圏内の例
上記のように、離れた都市圏同士に新たな高速あるいは安価な交通機関が登場して発生するもののほかに、同じ大都市圏内において、従来から鉄道で結ばれている駅前商店街同士の競争による勝ち負けを「ストロー現象」との言葉で表現する場合もある。
- 札幌都市圏：札幌経済圏内の室蘭市、苫小牧市、小樽市、岩見沢市など→札幌市（札幌駅周辺、大通公園、すすきの）。
- 中京大都市圏：一宮市、刈谷市、岡崎市、半田市、豊橋市、岐阜市、大垣市、多治見市、中津川市、桑名市、四日市市、津市など→名古屋市（栄・名駅）
- 京阪神大都市圏：奈良市、和歌山市など→大阪市（梅田・難波・天王寺）
- 北九州・福岡大都市圏：下関市、北九州市、飯塚市、久留米市、佐賀市、唐津市など→福岡市（天神・博多）